# Carl Mengeling

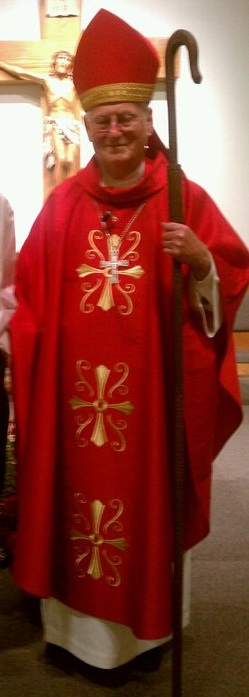
Bishop Carl Mengeling w kościele Świętej Rosary

Carl Frederick Mengeling (ur. 22 października 1930 w Hammond, Indiana, zm. 1 lipca 2025 w Lansing, Michigan) – amerykański duchowny katolicki, biskup Lansing w latach 1996–2008.

## Życiorys
Przyszedł na świat w rodzinie niemieckich imigrantów. Dorastał jako luteranin, chrzest w kościele katolickim przyjął w wieku dziewięciu lat. Do kapłaństwa przygotowywał się w St. Meinrad. Sakrament święceń otrzymał 25 maja 1957 z rąk bp. Andrew Grutki i inkardynowany został do diecezji Gary. Ukończył dalsze studia w Rzymie na Angelicum. Po powrocie do kraju wykładał w Illinois (m.in. w Chicago). W latach 1971–1985 był proboszczem w Portage, a następnie w latach 1985-1995 w Munster. Od roku 1984 nosił tytuł prałata.
7 listopada 1995 papież Jan Paweł II mianował go ordynariuszem Lansing w Michigan. Sakry udzielił mu ówczesny metropolita Detroit kard. Adam Maida. Na emeryturę przeszedł 27 lutego 2008.